# Auvours

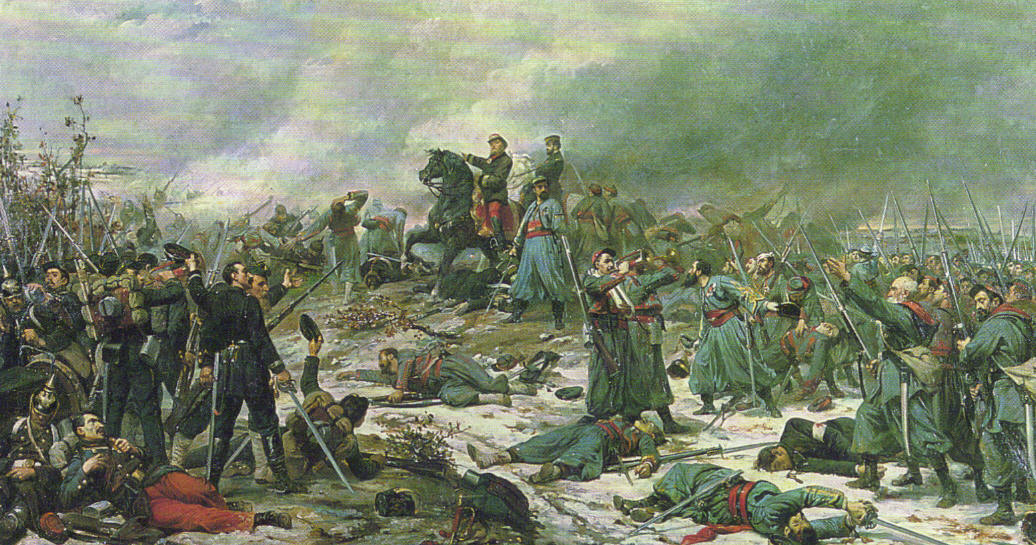
La Bataille d'Auvours peinte par Lionel Royer.

Auvours est un camp militaire et terrain de manœuvres situé sur la commune de Champagné (Sarthe), à 12 km à l'est du Mans.
Le 2e régiment d'infanterie de marine s'y trouve en garnison depuis 1963. Depuis 2000, le lieu est connu comme la Caserne Martin des Pallières.

## Histoire
Le camp est situé non loin du plateau d'Auvours, lieu important et de haute intensité de la bataille du Mans des 10, 11 et 12 janvier 1871 où les zouaves pontificaux se sont distingués. Au cours de cette bataille, le Prince Frédéric-Charles de Prusse commandant les troupes prussiennes s’établît d’ailleurs au lieu dit St-Hubert. Il est ainsi proche de la situation des combats sur plateau, et de ce fait du général français Chanzy.
Le camp est créé quelques années plus tard. Les premiers bâtiments étant construits en 1883.
À partir de 1900, il joue un rôle important dans la formation des recrues de la 4e région militaire (4e corps d'armée) dont le siège se trouve alors au Mans.
Le camp d'Auvours était à l'origine un très vaste terrain sur lequel les troupes venaient s'instruire au cours d'exercices et de manœuvres, notamment pour exécuter des tirs réels. Il avait la forme d'un triangle de près de 1 000 hectares s'étendant sur plusieurs communes, en particulier Champagné et Saint-Mars-la-Brière. Avant 1914, les installations permanentes y étaient peu nombreuses, les hommes de troupe de passage couchaient sous des toiles de tentes. Les troupes du Mans y venaient régulièrement. Des fantassins et des artilleurs en garnison dans d'autres villes de la IVe région militaire s'y rendaient aussi, après plusieurs jours de marche, comme le 124e régiment d'infanterie de ligne, cantonné à Laval.
- Un soldat décrivait ainsi le camp de toile d'Auvours en juin 1911 :

«  Nous sommes 4000 sous les pins. nous couchons sous des tentes. Les officiers sont dans les baraquements. Tu peux juger du confort et de la poussière ! Et pas de bonne table pour sortir. »
- Un autre notait :

«  J'ai fait connaissance avec le camp. il est très vaste, pas large, un à deux kilomètres, il y a beaucoup d'arbres. Nous sommes à 1 500 mètres de Champagné, petit village de 1 200 habitants. Bien triste. Nous avons mangé dans un petit café où nous avons bu de l'excellent cidre à six sous le litre. »

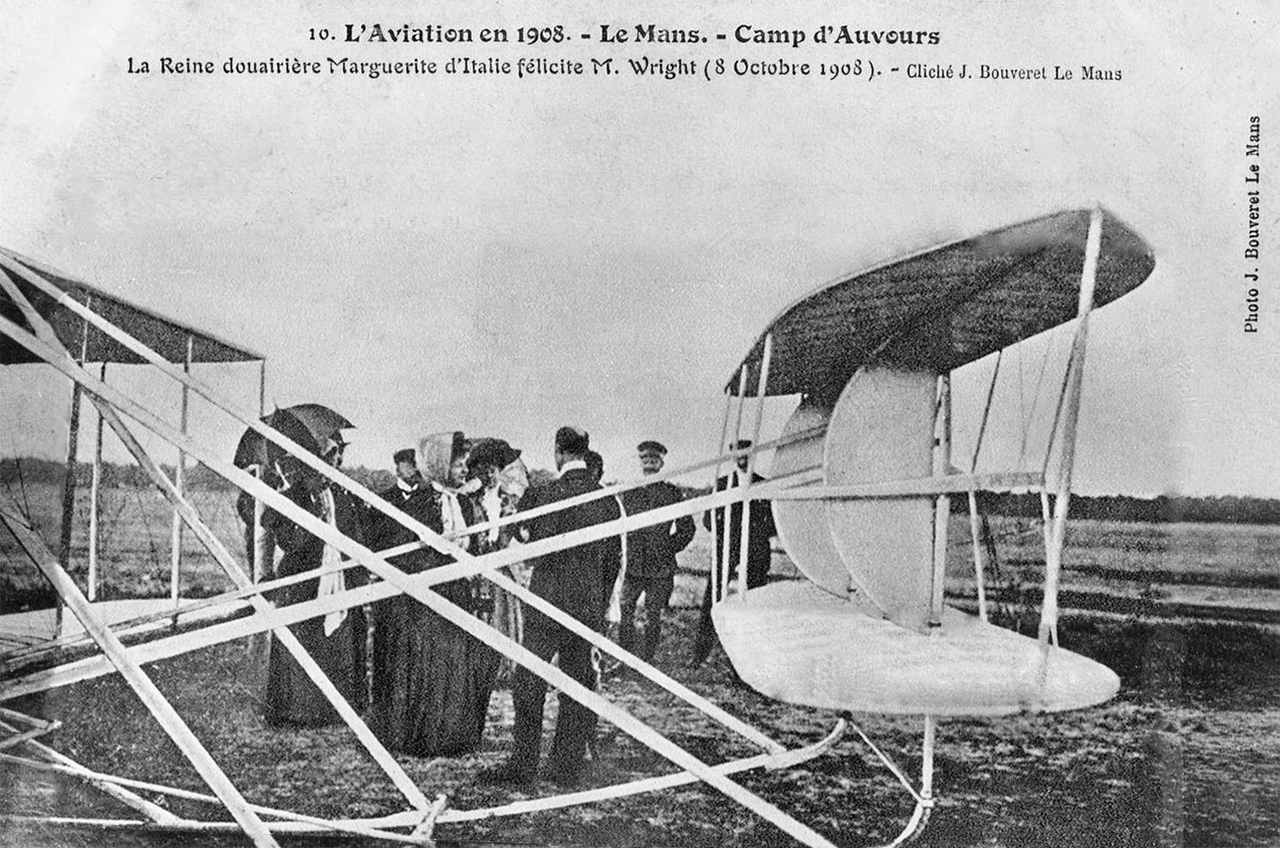
Wright félicité par Marguerite de Savoie (reine d'Italie) au camp d'Auvours le 8 octobre 1908.

En 1908, par l'entremise du constructeur automobile manceau Léon Bollée, Wilbur Wright réalise au camp d'Auvours de nombreux essais de vol pour la première fois en Europe à bord de son Flyer III A battant le record de durée de vol.
Pendant la Première Guerre mondiale, le camp d'Auvours devient une base arrière des armées alliées : soldats belges et britanniques s'y reposent et s'y entraînent, puis des soldats américains quand la Sarthe devient une zone importante de transit de l'armée américaine (entre novembre 1918 et juillet 1919).
Pendant l'Entre-deux-guerres, sont édifiés le plus gros des bâtiments en dur tel que les dortoirs, les différentes soutes à munitions, le quartier des officiers, la popote et de nombreux autres bâtiments également en bois.
Durant la Seconde Guerre mondiale, le camp d'Auvours servit de dulag (ou Durchgangslager : camp de transit) pour les prisonniers.
De plus, les Allemands comme partout en France, construisirent de nombreuses installations encore en place, comme des bunkers (type 622 en l’occurrence), des citernes et des abris.
Lors de la Libération, alors que les Américains occupent le camp, un cinéma voit le jour au centre du camp.
En 1946, de nouvelles installations voient le jour, comme la chapelle et surtout la salle d’honneur, véritable musée du régiment sur l’histoire ce celui-ci depuis sa création.
Création du bataillon de Corée en septembre 1950.
Depuis 1963, le camp d'Auvours abrite le 2e RIMa (de 1963 à 1980, ce régiment fut implanté en partie au Mans, à la caserne Chanzy, et en partie à Auvours.
Dans les années 1970 et 1980, les derniers baraquements en dur ainsi que les garages à véhicules sont construits. D’autres structures ont été construites depuis, comme l’abri pour VBCI ou sur le terrain d’entraînement.
Le camp dispose de plusieurs champs de tir, de terrain d’entraînement de plus de 20km2, d’un chenil, de terrain d’entraînement pour le combat urbain, semi-urbain, de terrain pour véhicule ainsi que d’un parcours d’obstacles.
Le nouveau casernement abrite actuellement 1 200 hommes, avec 4 compagnies de combat (1re, 2e, 3e, 4e) une compagnie d'éclairage et d'appui (CEA), une compagnie de commandement et de logistique (CCL), une compagnie d'instruction (11e compagnie) et deux de réserve (6e, 12e).
Il porte, depuis quelques années, le nom de Martin des Pallières.

## Sources et bibliographie
1. 1 2 3 4 5  (La vie militaire dans la Sarthe 1900-1920. André Ligné, éditions Alan Sutton, Saint-Cyr-sur-Loire).
2. ↑  « Champagné en 1939-1945 », sur www.ajpn.org (consulté le 25 septembre 2020).